# Bagrdan
Bagrdan (izvirno srbsko Багрдан) je naselje v Srbiji, ki upravno spada pod Mesto Jagodina; slednja pa je del Pomoravskega upravnega okraja.

## Demografija
V naselju, katerega izvirno (srbsko-cirilično) ime je Багрдан живе 743 polnoletnih prebivalcev, pri čemer je njihova povprečna starost 44,8 let (44,5 pri moških in 45,0 pri ženskah). Naselje ima 350 gospodinjstev, pri čemer je povprečno število članov na gospodinjstvo 2,54.
To naselje je, glede na rezultate popisa iz leta 2002, večinoma srbsko.
|  |

| Demografija | Demografija     | Demografija     |
| Leto        | Št. prebivalcev | Št. prebivalcev |
| ----------- | --------------- | --------------- |
|             |                 |                 |
|             |                 |                 |
|             |                 |                 |
|             |                 |                 |
| 1948        | 1300            |                 |
| 1953        | 1284            |                 |
| 1961        | 1306            |                 |
| 1971        | 1230            |                 |
| 1981        | 1105            |                 |
| 1991        | 1025            | 973             |
| 2002        | 983             | 890             |
|             |                 |                 |

| Etnična sestava po popisu iz leta 2002 | Etnična sestava po popisu iz leta 2002 | Etnična sestava po popisu iz leta 2002 | Etnična sestava po popisu iz leta 2002 | Etnična sestava po popisu iz leta 2002 |
| -------------------------------------- | -------------------------------------- | -------------------------------------- | -------------------------------------- | -------------------------------------- |
| Srbi                                   | Srbi                                   |                                        | 889                                    | 99,88%                                 |
| Neznano                                | Neznano                                |                                        | 0                                      | 0,0%                                   |